# Plebejer
Plebejer (latin: plebejus) var den almindelige borger i Romerriget. Han stod som fri borger mellem patricierne, som var adelen, og slaverne, der ingen rettigheder havde. Plebejerne havde fulde borgerrettigheder og kunne opnå stor rigdom og indflydelse. Plebejerne var efterkommere af dem, som blev indlemmet i Romerriget gennem indvandring eller erobring, mens patricierne var Roms oprindelige borgere.
I dag bruges ordet nedsættende om en ukultiveret grov person, en proletar.

## Definition
Ordet plebs blev i latinsk litteratur brugt om den samlede gruppe plebejere og bliver oversat som almue, pøbel, det simple folk, en stor hob, mængden og de fattige. Det har nok snarere afspejlet forfatternes holdninger end de faktiske forhold. Plebs var en yderst sammensat gruppe; nogle af Roms rigeste familier var plebejiske, og gruppen omfattede i senrepublikken og kejsertiden senatorer.

## Historie
Oprindelig var plebejerne stærkt underprivilegerede; deres position ændredes, da de i løbet af det 6. århundrede f.Kr. fik mulighed for at blive optaget i den romerske hær. De kunne nu begynde deres kamp for ligestilling. I 471 fik de adgang til at vælge tribuner.
Ved stadfæstelsen af de Liciniske Love i 367 f.Kr., der var udvirket af Gajus Licinius Stolo, fik plebejerne adgang til konsulatet. Tre år efter blev Stolo selv konsul.
Tre gange har der blandt plebejerne været tale om at emigrere og grundlægge en selvstændig stat uden for Rom: i 494, 440 og 287 f.Kr. Efter 287 f.Kr. blev der stort set ikke skelnet mellem plebejere og patriciere; sondringen mellem de to samfundsklasser vedblev dog længe efter.
Ledende slægter fra plebejerne udgjorde i den sene republik en ny overklasse, nobilitas, sammen med patricierne.